# Montier-en-l'Isle

Montier-en-l'Isle este o comună în departamentul Aube din nord-estul Franței. În 1 ianuarie 2022 avea o populație de 218 de locuitori.